# John E. Colhoun

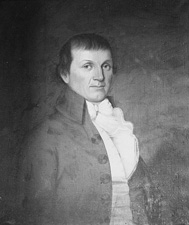
John E. Colhoun

John Ewing Colhoun (* 1749 in Staunton, Colony of Virginia; † 26. Oktober 1802 in Pendleton, South Carolina) war ein US-amerikanischer Politiker (Demokratisch-Republikanische Partei), der den Bundesstaat South Carolina im US-Senat vertrat.
Die Familie von John Colhoun war aus der irischen Provinz Ulster ins koloniale Amerika eingewandert. Dort änderte er offenbar nach seiner Geburt seinen Namen von Calhoun in Colhoun; er war ein Cousin von John C. Calhoun, dem US-Vizepräsidenten zwischen 1825 und 1832, und Joseph Calhoun, der South Carolina im US-Repräsentantenhaus vertrat. John C. Calhoun heiratete im Jahr 1811 John E. Colhouns Tochter Floride.
Colhoun besuchte zunächst die öffentlichen Schulen in Virginia und machte dann 1774 seinen Abschluss am College of New Jersey, der späteren Princeton University. Danach zog er nach South Carolina, wo er dem Repräsentantenhaus des Staates von 1778 bis 1800 angehörte. Er studierte die Rechtswissenschaften, wurde 1783 in die Anwaltskammer aufgenommen und arbeitete danach als Jurist in Charleston. Überdies war er als Farmer tätig und wurde in den Privy Council gewählt. Im Jahr 1785 fungierte er als Beauftragter für den vom Staat konfiszierten Grundbesitz.
Anfang 1801 saß Colhoun im Senat von South Carolina; dort war er Mitglied eines Ausschusses, der Vorschläge zur Überarbeitung des US-Justizsystems einbringen sollte. Im selben Jahr zog er in den US-Senat in Washington ein. Bereits am 26. Oktober 1802 starb John Colhoun während eines Aufenthalts in South Carolina. Er wurde auf dem Familienfriedhof beigesetzt.